# 김명용
김명용(金明容, 1952년 12월 20일~)은 대한민국의 목회자이며 신학교수이다. 장로회신학대학교에서 조직신학교수와 총장을 역임하고 은퇴하였다. 온 세상을 위한 온전한 신학으로 온 신학(Ohn/Holistic Theology)을 주장하였다. 현재 한국기독교학술원 연구교수 위원장이다.

## 교육과 신학
김명용 박사는 서울대학교 영문과를 졸업하고, 장로회신학대학교 신학대학원(M. Div.) 및 대학원(Th. M.)을 졸업한후 독일 튀빙엔(Tübingen) 대학교에서 칼 바르트(Karl Barth)의 신론을 연구해서 신학박사(Dr. theol.) 학위를 받았다. 지도교수는 희망의 신학으로 세계에 알려진 몰트만(Jürgen Moltmann) 교수였다. 1985년부터 2018년까지 장로회신학대학교의 조직신학 교수와 총장을 역임하고 은퇴했다. 현재는 장로회신학대학교의 명예교수이다. 2007년 출간한 그의 책 『칼 바르트의 신학』은 칼 바르트의 신학에 대해 가장 많이 읽히는 책 가운데 하나로, 칼 바르트의 신학을 매우 쉽고 정확하게 소개한 책으로 널리 알려져 있다. 2014년 그가 총장으로 재임하던 시절 발표한 『온신학』(Ohn Theology/ Holistic Theology)은 2015년 독일의 세계적 신학전문지인 개신교신학(Evangelische Theologie)에 전문이 게재되면서 새롭게 떠오르는 아시아 신학으로 세계에 알려지게 되었다. 온신학은 온 세상을 위한 온전한 신학이란 의미를 지니고 있다. 『온신학』은 현재 영어, 중국어, 스페인어, 러시아어, 헝가리어, 독일어, 말레이어 등 7개국 언어로 번역되어 있다. 2020년 출간한 『과학시대의 창조론』과 2022년 출간한 『진화인가, 창조인가? 최근의 과학적 발견과 신학이 내린 새로운 결론』은 오래된 진화론과 창조론 사이의 갈등의 문제에 대해 새롭게 해결을 시도한 책이다. 김명용은 무신론적 진화론이나 창조과학 및 유신진화론이 모두 오류이고, 이 문제에 대한 바른 답은 하나님의 계속적 창조론이라고 주장했다. 그에 의하면 진화론은 하나님의 계속적 창조(creatio continua)를 오해한 이론이다. 그의 주장은 진화론과 창조론의 논쟁에 새롭게 등장한 제3의 길로 보인다.  김명용은 한국조직신학회 회장과 칼 바르트학회 회장 및 생명신학연구소 소장을 역임했고, 2014년 자신이 설립한 온신학회 회장을 역임했다. 현재는 온신학아카데미 원장과 기독교세계관연구소 소장이다. 한국 장로교(통합)의 대표적 신학자 가운데 한 사람으로 종교개혁 신학을 존중하고, 복음적 신학과 하나님 나라를 향한 역사책임적 신학을 강조하는 신학자이다. 몰트만과 이종성이 그의 스승이다.

## 학력
- 서울대학교 영어영문학과(B.A.)
- 장로회신학대학교 신학대학원(M.Div.)
- 장로회신학대학교 대학원(Th.M.)
- 독일 Universität Tübingen(Dr.theol.)

## 경력
- 명수대교회 부목사, 남현교회 부목사
- 반석교회 담임목사
- 미국 프린스턴(Princeton)신학대학원 객원교수
- 호주 웨슬리(Wesley)대학교 객원교수
- 한국 조직신학회 회장
- 한국 칼 바르트 학회 회장
- 온신학 학회 회장
- 생명신학연구소 소장
- 장로회신학대학교 조직신학 교수(1985-2018)
- 장로회신학대학교 총장(2012-2016)
- 현재 장로회신학대학교 명예교수
- 현재 온신학아카데미 원장 및 기독교세계관연구소 소장

## 저서
- 『열린신학 바른교회론』,
- 『현대의 도전과 오늘의 조직신학』,
- 『이 시대의 바른 기독교 사상』,
- 『칼 바르트의 신학』,
- 『온신학』,
- 『온신학의 세계』
- 『과학시대의 창조론』
- 『진화인가, 창조인가? 최근의 과학적 발견과 신학이 내린 새로운 결론』

## 해외 논문
- Der Gottesbegriff Karl Barths in der heutigen Diskussion (독일 튀빙엔 대학교 신학박사 논문, 1985)
- Reformed Pneumatology and Pentecostal Pneumatology (미국 Eerdmans 출간 Refomed Theology에 수록, 2003)
- Ein Vergleich der Trinitatslehren von Karl Barth und Jurgen Moltmann (독일 Guterslohrer 출간 Der lebendige Gott als Trinitat에 수록, 2006)
- The Reception of Karl Barth in Korea (독일 CreateSpace 출간의 Dogmatics after Barth에 수록, 2012)
- Ohn Theology (독일 Chr, Kaiser 출간의 Evangelische Theologie에 수록, 2015)

## 같이 보기
- 한국의 신학자 목록